# آیرونکلاد کوربه
آیرونکلاد کوربه (به انگلیسی: French ironclad Courbet) یک کشتی بود که طول آن ۹۶ متر (۳۱۵ فوت ۰ اینچ) بود. این کشتی  در سال ۱۸۸۲ ساخته شد.